# Gaston Pineau
Gaston Pineau, né le 3 avril 1939, est un professeur des universités honoraire en science de l'éducation de l'université de Tours. Ses travaux s'inscrivent dans le champ des sciences de l'éducation et de la formation où il a développé une théorie de la formation permanente « en deux temps (expérientiel/formel), trois mouvements (autonomisation, sociologisation et écologisation) », grâce à une approche des histoires de vie alternant autoformation, socioformation et écoformation avec une ingénierie de formation transdisciplinaire.

## Biographie
À vingt ans, Gaston se forme comme ouvrier agricole, en France et en Espagne. Sa militance dans le mouvement de paix Pax Christi lui fait découvrir l’université et les sciences de l’éducation et, il entreprend, en 1967, des études de sciences de l’éducation à l’université Paris-Sorbonne. Il y soutient une thèse en 1973, sous la direction de Joffre Dumazedier, intitulée Rôle et système nouveaux en éducation. Approche systémique d’un service universitaire d’éducation permanente, thèse qu'il publie, en 1980, sous le titre : Les combats aux frontières des organisations.
Il devient conseiller d’orientation pour adultes (1968-1969) au CUCES de Nancy, et se trouve confronté aux nécessités de reconversion des mineurs de Lorraine. Il est recruté par l’université de Montréal au Québec, comme responsable de recherche dans une faculté d’éducation permanente (1969-1985). En 1984, il publie Produire sa vie : autoformation et autobiographie et soutient à Tours, sous la direction de Georges Lerbet, une thèse de doctorat d’État intitulée : Temps et contretemps en formation. En 1985, il prend un poste d’enseignant-chercheur à l’université François-Rabelais de Tours et privilégie l’approche des histoires de vie comme méthode de recherche et de formation. Il y dirigera une cinquantaine de doctorats et d’habilitations à diriger des recherches. En 1996, il crée la collection Histoires de vie et formation aux éditions L’Harmattan. Il est également auteur et co-auteur d'une série d’ouvrages explorant les liens entre l’histoire de vie et la formation humaine dans une perspective transdisciplinaire. Gaston Pineau prend sa retraite en 2007.
S’impose alors à lui, l’objectif de la consacrer à la hiéroformation, à la formation avec le sacré. Les dix premières années, il poursuit cet objectif par une série de voyages initiatiques sur des lieux symboliques, au rythme lent du vélo, seul ou avec quelques compagnons : Rendez-vous en Galilée. Journal de voyage à vélo Tours-Galilée (2012); Apprendre l’ère planétaire à partir de lieux singuliers (2018); Voyages, retraite et autoformation mondialogante (2019). La réduction progressive des forces physiques le rende plus sédentaire : Apprendre un quotidien d’octogénaire. S’auto-écoformer avec les gestes matinaux (2024)
Depuis 2014, Gaston Pineau est membre chercheur émérite du Centre de recherche en éducation et formation relatives à l’environnement et à l’écocitoyenneté (Centr’ERE) de l’Université du Québec à Montréal (UQAM). Cette connexion lui a permis d’approfondir et de prolonger en réseaux intergénérationnels les pistes de recherches ouvertes dans sa vie professionnelle : Vingt-cinq ans de vie d’une collection : Quelle(s)histoire(s) en formation? (2021); Genèse de l’écoformation. Du préfixe éco au vert paradigme de formation avec les environnements (2023).

## Publications
- Apprendre un quotidien d’octogénaire. S’auto-écoformer avec les gestes matinaux,2024,Paris, L’Harmattan, 202p.
- Genèse de l’écoformation. Du préfixe éco au vert paradigme de formation avec les environnements,2023, Paris, L’Harmattan, 259p.
- Vingt-cinq ans de vie d’une collection : Quelle(s)histoire(s) en formation? 2021, (En coll. avec Hervé Breton), Paris, l’Harmattan, 305p.
- Histoire de vie et recherche biographique: Perspectives sociohistoriques, 2020, (En coll. Avec Aneta Slowick et Hervé Breton),  Paris, L’Harmattan . 306p.
- Les histoires de vie, 2019, (En coll. avec Jean-Louis Legrand, 6ème rééd. depuis 1993). Paris, PUF, 127p.
- Voyages, retraite et autoformation mondialogante, 2019, (préface de Michel Fabre ; Postface de Pascal Galvani), Paris, L’Harmattan.  210 p.
- Apprendre l’ère planétaire à partir de lieux singuliers. Tour de l’hémisphère nord inspiré du sud (25 mars-15 mai 2018, En coll. avec Michel Maletto et Américo Sommerman), 2018, Montréal, Éditions Maletto , 133 p.
- Le feu vécu. Expériences de feux éco-transformateurs, coord., 2015, (en coll. avec Pascal Galvani et Mohammed Taleb) Paris, L'Harmattan, 322 p. Préface de Jean-Jacques Wunenburger.
- De L'air. Essai sur l'écoformation, coord., 2015 (1ère ed.1992), Paris, L'Harmattan, 270 p. Préfaces de Madame Gro Harlem Brundtland et de Guy Brasseur.
- Les histoires de vie, 2013, (4e ed., 1re ed. 1993), (en collaboration avec Jean-Louis Legrand), Paris, PUF,  127 pages. (Droits de traduction achetés par des éditeurs chinois, italien et brésilien).
- As historias de vida, 2012, (en coll. avec J.-L. Le Grand), Natal, Edufern (Universidade Federal do Rio Grande do Norte), (Trad. Des Histoires de vie).
- Histoires de nuits au cours de la vie, coord., 2012,(en coll. avec Martine Lani-Bayle et Catherine Schmutz-Brun), Paris, l'Harmattan, 354 p. Préface d'André de Peretti.
- Rendez-vous en Galilée - Journal de voyage à vélo Tours-Galilée, 2012, Paris, l'Harmattan, 238 p. - Préface d'Eloi Leclerc; postface de Pierre Dominicé.
- Produire sa vie Autoformation et autobiographie, 2012, (1re 1983)(en coll. avec Marie-Michèle), Paris, Téraèdre, 419 p. Préface de Christine Delory-Momberger.
- Histoires de morts au cours de la vie, coord., 2011, (en collaboration avec Martine Lani-Bayle et Catherine Schmutz-Brun). Paris, L'Harmattan, 324 p. Préface de Edgar Morin.
- Alternatives socio-éducatives au Brésil. Expérience d’un master international, coord., 2009, (en collaboration avec Bachelart, Couceiro, Gimonet et Puig). Paris, L’Harmattan, 289 p.
- Le biographique, la réflexivité et les temporalités. Articuler langues, cultures et formation, coord., 2009, (en collaboration avec Dominique Bachelart). Paris, L’Harmattan, 196 p.
- Penser l’accompagnement adulte. Ruptures, transitions, rebonds, coord., 2007, (en coll. Avec Boutinet, Denoyel, Robin) Paris, PUF, 369 p.
- Habiter la terre. Écoformation terrestre pour une conscience planétaire, coord., 2005, (en coll. avec Bachelart D., Cottereau D., Moneyron A.) Paris, L’Harmattan, 292 p. Préfaces de Michel Lussault, Jean-Paul Deléage, Denis Chartier.
- Se former à l’ingénierie de la formation, coord., 2005, (en coll. avec Patrice Leguy, Loïc Brémaud, Jacques Morin), Paris, L’Harmattan, 300 p.
- Transdisciplinarité et formation, coord., 2005,(en collaboration avec Patrick Paul), Paris, L’Harmattan, 222 p.
- Temporalidades na formaçao, 2004, Sao Paolo, Triom (traduction de Temporalités en formation. Vers de nouveaux synchroniseurs, 2000).
- Les eaux écoformatrices, coord., 2001, (en coll. avec René Barbier), Paris, L'Harmattan, 346 p.
- Temporalités en formation. Vers de nouveaux synchroniseurs Paris, Anthropos, 208 p. (Traduit en portugais en 2004).
- Accompagnements et histoires de vie , coord., 1998, Paris, Éditions L'Harmattan, 303 p.
- Les transactions aux frontières du social, coord., 1998, (en coll. avec Marie-France Freynet et Maurice Blanc),  Lyon, Chronique sociale, 252 p.
- Reconnaître les acquis, coord., 1998, (1re ed.1991)(en coll. avec Bernard Liénard, Monique Chaput), Paris, Éditions L'Harmattan, 227 p.
- La formation expérientielle des adultes, coord., 1991 (en coll. avec Bernadette Courtois), Paris, La Documentation Française, 349 p.
- Histoires de vie, coord., 1989,  (en collaboration avec Guy Jobert). Paris, l'Harmattan, tome1 “Utilisation pour la formation”, 239 p.; tome 2 « Approches multidisciplinaires » 286 p.
- Les combats aux frontières des organisations : un cas universitaire d'éducation permanente, 1980, Montréal, Sciences et culture, 287 p. Préface de Guy Bourgeault.
- Éducation ou aliénation permanente ? Repères mythiques et politiques, coord. 1977, co-édition Paris-Dunod et Montréal-Sciences et culture, 296 p.

### Ouvrage sur Gaston Pineau
Abels-Eber Christine,  coord., 2010, Gaston Pineau: Trajet d'un forgeron de la formation. Regards croisés de compagnes et compagnons de route. Paris, L'Harmattan, 329 p.